# جو جاكوبي
جو جاكوبي (بالإنجليزية: Joe Jacoby)‏ هو لاعب كرة قدم أمريكية وشخصية أعمال أمريكي، ولد في 6 يوليو 1959 في لويفيل في الولايات المتحدة.

## وصلات خارجية
- جو جاكوبي على موقع مرجع كرة القدم المحترفة.كوم (الإنجليزية)